# Kobiecy Wielki Szlem (golf)
Wielkim Szlemem w kobiecym golfie określa się wyczyn polegający na zdobyciu w jednym roku kalendarzowym wszystkich spośród grupy kilku specjalnie wyróżnionych turniejów. Miano turnieju wielkoszlemowego przyznawane jest z uwzględnieniem m.in. długiej i bogatej historii danych zawodów, czy też ich prestiżu i popularności. Dodatkowo, o ile duża część profesjonalnych kobiecych rozgrywek odbywa się w przeciągu trzech kolejnych dni na 54 dołkach, to turnieje wielkoszlemowe trwają cztery rundy (72 dołki).
W przeciwieństwie do męskiego odpowiednika kobiecy golfowy szlem ma kilka odmian. Wynika to z faktu, że każdy z większych kobiecych zawodowych tourów wypracował swoją własną definicję. Jednakże z uwagi że LPGA Tour jest największym, najstarszym i najpopularniejszym tourem, w powszechnym mniemaniu kobiecy Wielki Szlem utożsamiany jest z Wielkim Szlemem w rozumieniu właśnie LPGA Tour.

## LPGA Tour
Od 2001 do grona turniejów Wielkiego Szlema LPGA Tour należą cztery imprezy: Kraft Nabisco Championship, LPGA Championship, U.S. Women's Open oraz Women's British Open. Z wyjątkiem ostatniego z nich pozostałe rozgrywane są na terenie USA.
| Turniej                    | Aktualna mistrzyni (2009) |
| -------------------------- | ------------------------- |
| Kraft Nabisco Championship | Brittany Lincicome        |
| LPGA Championship          | Anna Nordqvist            |
| U.S. Women's Open          | Ji Eun-hee                |
| Women's British Open       | Catriona Matthew          |

### Wielki Szlem LPGA
Do tej pory Wielkiego Szlema LPGA udało się zdobyć tylko dwóm zawodniczkom. W 1950 uczyniła to Babe Zaharias (Western Open, U.S. Women's Open oraz Titleholders Championship), a w 1974 Sandra Haynie (U.S. Women's Open oraz LPGA Championship).
Sześciu golfistkom udało się zdobyć Karierowy Wielki Szlem, czyli wyczyn polegający na zdobyciu turniejów Wielkiego Szlema w przeciągu całej kariery.
| Zawodniczka      | Western Open        | Titleholders Championship | U.S. Women's Open   | LPGA Championship   | du Maurier Classic | Kraft Nabisco Championship | Women's British Open |
| ---------------- | ------------------- | ------------------------- | ------------------- | ------------------- | ------------------ | -------------------------- | -------------------- |
| Louise Suggs     | 1946-47, 1949, 1953 | 1946, 1954, 1956, 1959    | 1949, 1952          | 1957                |                    |                            |                      |
| Mickey Wright    | 1962-63, 1966       | 1961-62                   | 1958-59, 1961, 1964 | 1958, 1960-61, 1963 |                    |                            |                      |
| Pat Bradley      |                     |                           | 1981                | 1986                | 1980, 1985-86      | 1986                       |                      |
| Juli Inkster     |                     |                           | 1999, 2002          | 1999, 2000          | 1984               | 1984, 1989                 |                      |
| Karrie Webb      |                     |                           | 2000-01             | 2001                | 1999               | 2000, 2006                 | 2002                 |
| Annika Sörenstam |                     |                           | 1995-96, 2006       | 2003-05             |                    | 2001-02, 2005              | 2003                 |

W przypadku Karrie Webb dodatkowo mamy do czynienia z tzw. Super Karierowym Wielkim Szlemem ponieważ dzięki temu że wygrała du Maurier Classic kiedy był jeszcze turniejem wielkoszlemowym oraz Women's British Open, który go zastąpił, ma na swoim koncie wygrane w pięciu różnych turniejach wielkiego szlema.

### Historia
W skład Wielkiego Szlema na przestrzeni lat wchodziło siedem różnych turniejów. Nigdy jednak ich liczba w pojedynczym sezonie nie przekroczyła czterech.

#### 1930-1972
Najstarszym turniejem wchodzącym w skład Wielkiego Szlema był Western Open, którego pierwsza edycja miała miejsce w 1930, a wygrała go wtedy Mrs. Lee Mida. W 1937 roku zainaugurowano Titleholders Championship, a jego pierwszą triumfatorką została jedna z ikon kobiecego golfa Patty Berg. Od tej daty należałoby formalnie liczyć historię Wielkiego Szlema, jednak LPGA uznało, że zwyciężczyniom Western Open sprzed 1937 również należy się honor zdobywczyni tytułu turnieju wielkoszlemowego.
Kolejnymi turniejami Wielkiego Szlema zostały U.S. Women's Open (1946, Patty Berg), oraz LPGA Championship (1955, Beverly Hanson). W 1967 po raz ostatni rozegrano Western Open, a rok wcześniej na pięć kolejnych lat zawieszono Titleholders Championship. Ostatecznie ten drugi po raz ostatni odbył się w 1972.

#### 1973-2000
Od 1973 tylko dwa turnieje posiadały status wielkoszlemowych: U.S. Women's Open, oraz LPGA Championship. Taki stan trwał do 1979, kiedy to za turniej wielkoszlemowy uznano kanadyjski Classique Peter Jackson Classic, który później zmienił nazwę na do dzisiaj rozpoznawany wariant du Maurier Classic. Jego triumfatorką w tym roku została Amy Alcott. W 1983 liczebność Wielkiego Szlema ponownie wzrosła do czterech turniejów po tym jak w jego szeregi przyjęto Nabisco Dinah Shore, znany obecnie jako Kraft Nabisco Championship. Jego triumfatorką również została Amy Alcott.

#### 2001-teraz
Wprowadzone w Kanadzie zaostrzone przepisy dotyczące sponsorowania imprez sportowych przez firmy tytoniowe spowodowały, że od 2001 du Maurier Classic wraz z kolejną zmianą sponsora tytularnego utracił status zawodów wielkoszlemowych. Podjęto wtedy decyzję aby jego miejsce zastąpił rozgrywany pod patronatem LET w Wielkiej Brytanii Women's British Open.

## Ladies European Tour

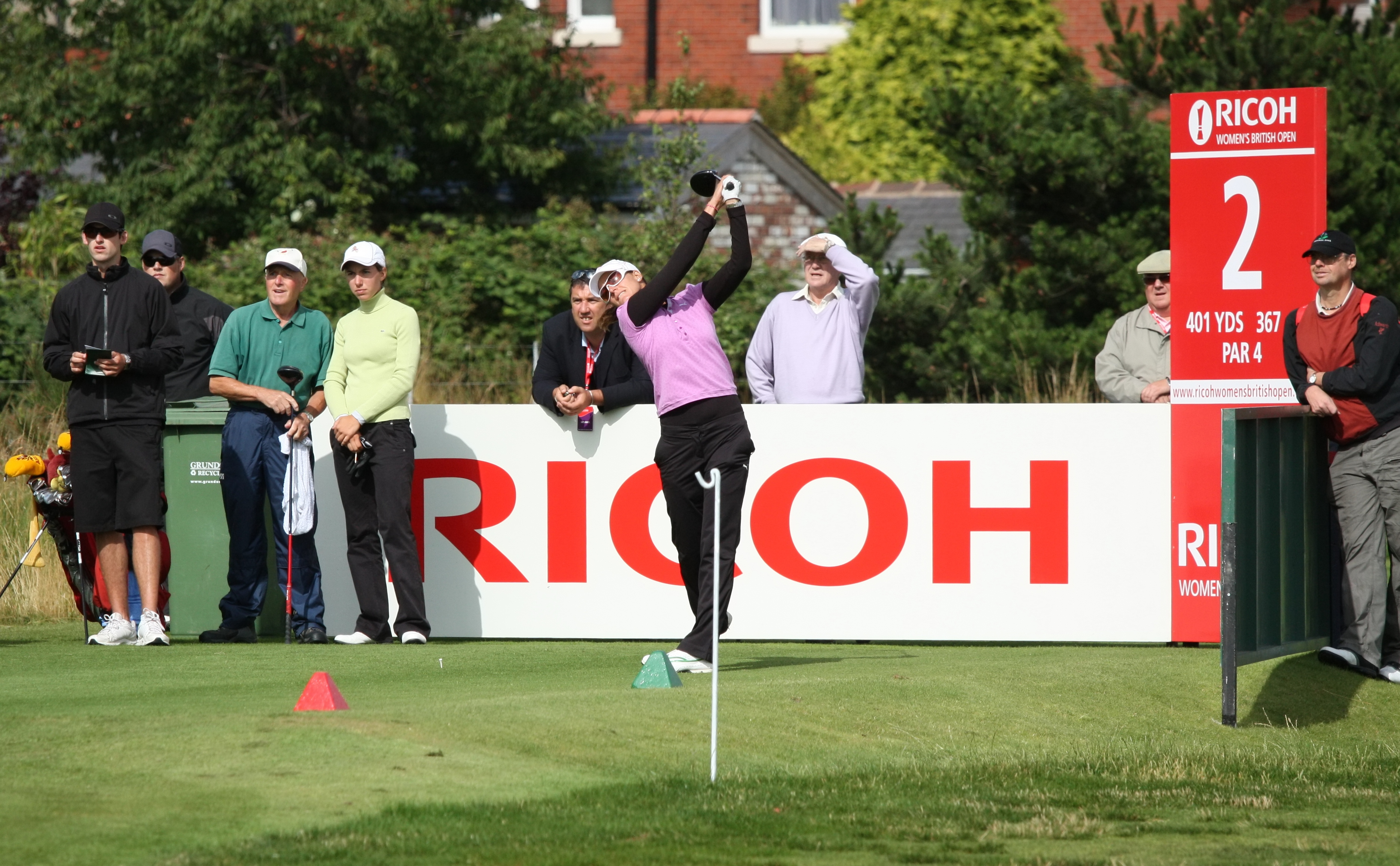
Paula Marti przed Women's British Open 2009

Europejski Tour organizuje corocznie dwa turnieje, które określa mianem wielkoszlemowych. Są to odbywający się we Francji Evian Masters, oraz Women's British Open, rozgrywany w Wielkiej Brytanii. Pierwszy z nich został zainaugurowany w 1994, drugi zaś w 1976. Oba są organizowanie przy pomocy LPGA Tour i są częścią jego kalendarza, ale tylko Women's British Open od 2001 jest równocześnie turniejem wielkoszlemowym w rozumieniu LPGA.
| Turniej              | Aktualna mistrzyni (2009) |
| -------------------- | ------------------------- |
| Evian Masters        | Ai Miyazato               |
| Women's British Open | Catriona Matthew          |

## LPGA of Japan Tour
Japońskie LPGA corocznie organizuje cztery turnieje wielkoszlemowe: World Ladies Championship Salonpas Cup, JLPGA Championship, Japan Women's Open, oraz JLPGA Tour Championship. Pierwszy z nich rozgrywany jest od 1973, ale status major uzyskał dopiero w 2008. JLPGA Championship, oraz Japan Women's Open rozgrywane są od 1968 i są najstarszymi turniejami JLPGA. Z kolei JLPGA Tour Championship został zainaugurowany w 1979.
| Turniej                                | Aktualna mistrzyni (2009) |
| -------------------------------------- | ------------------------- |
| World Ladies Championship Salonpas Cup | Shinobu Moromizato        |
| JLPGA Championship                     | Shinobu Moromizato        |
| Japan Women's Open                     | Song Bo-bae               |
| JLPGA Tour Championship                | Sakura Yokomine           |

## Korean LPGA Tour
W skład Wielkiego Szlema w rozumieniu Koreańskiego LPGA wchodzą cztery turnieje: KB Star Tour, KLPGA Championship, Hite Cup Championship oraz Korea Women’s Open.
Pierwszy z nich zadebiutował dopiero w 2006, rozgrywany od 2000 roku Hite Cup Championship zyskał status wielkoszlemowego w 2009, natomiast dwa pozostałe mają dużo dłuższą historię: KLPGA Championship zainaugurowany w 1978 jest najstarszym turniejem KLPGA, natomiast Korea Women’s Open rozgrywany od 1987 jest jednym z najdłużej rozgrywanych turniejów Koreańskiego LPGA.
W 2008 Wielkiego Szlema KLPGA zdobyła Jiyai Shin.
| Turniej               | Aktualna mistrzyni (2009) |
| --------------------- | ------------------------- |
| Korea Women’s Open    | Seo Hee-kyung             |
| KLPGA Championship    | Lee Jeong-eun             |
| Hite Cup Championship | Seo Hee-kyung             |
| KB Star Tour          | Seo Hee-kyung             |

## Futures Tour
Futures Tour, będący przedsionkiem do LPGA Tour, od 2006 ma w swoim kalendarzu turniej klasyfikowany jako major. Michelob Ultra Futures Charity Golf Classic rozgrywany jest od 1985 i jako pierwszy w historii cyklu zawodów Futures Tour przekroczył pulę nagród 100.000 USD.